# Smoker (Imkerei)

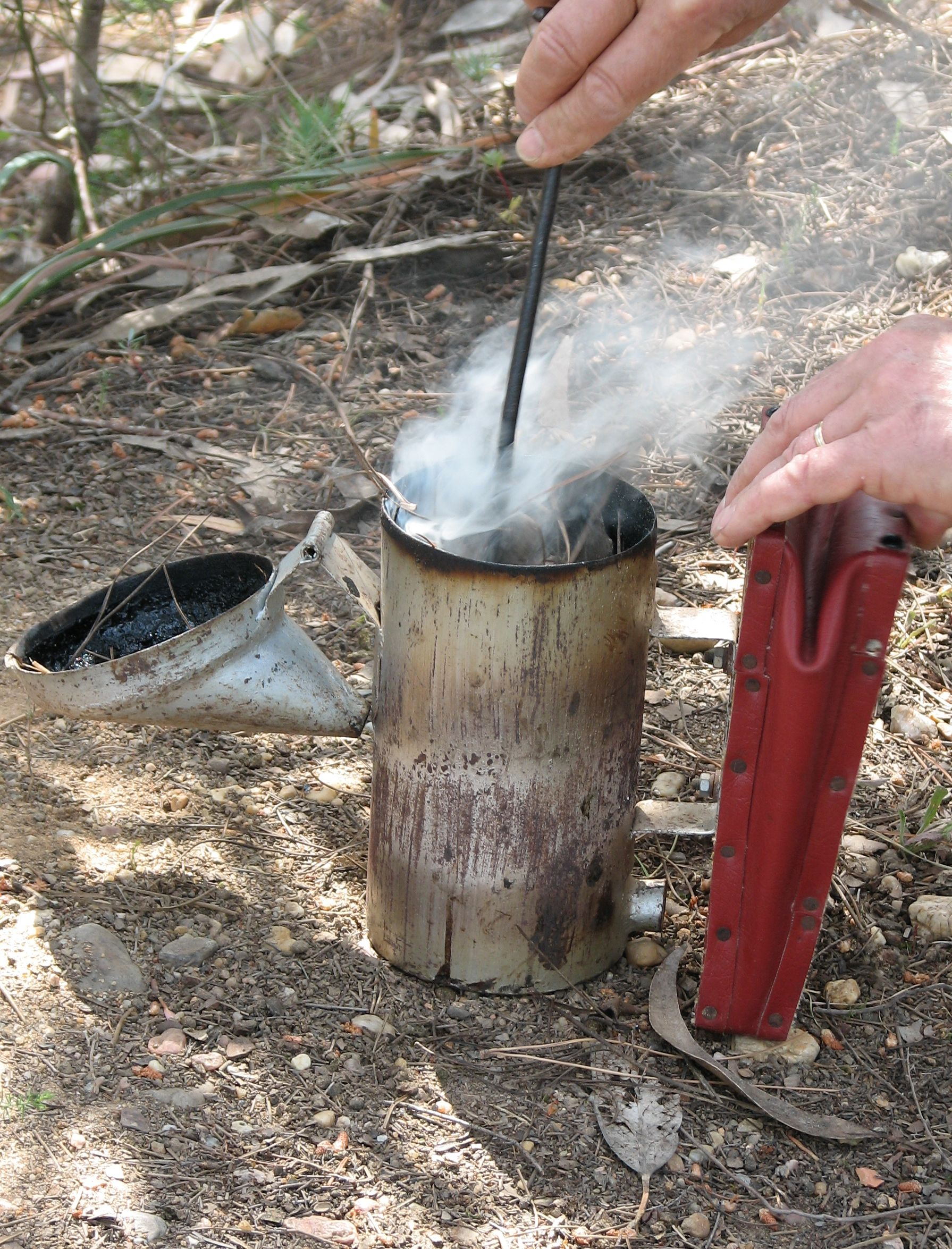
Starten eines Smokers

Der Smoker ist ein vergleichsweise modernes Imkereigerät, das der Raucherzeugung in der Imkerei dient. Der Rauch stellt die Bienen ruhig und erleichtert dem Imker die Arbeit am Bienenvolk. Der Smoker besteht aus einer zylindrischen Brennkammer mit Tülle und einem Blasebalg, der dazu dient, den Rauch anzutreiben. Die Erfindung des Smokers geht auf den US-Amerikaner Moses Quinby (1810–1875) zurück.
Im Gegensatz dazu wird die traditionelle Imkerpfeife schon seit Jahrhunderten mit Atemluft betrieben. Die Pfeife wird vom Imker zwischen den Schneidezähnen gehalten. Hierdurch kann dem Gebiss geschadet werden. Durch ein Ventil wird das Einatmen von Rauch verhindert. Dennoch kann Rauch in die Augen und die Atemwege gelangen. Aufgrund dieser Nachteile setzt sich der Smoker zunehmend durch. Als Rauchmaterial wird im Smoker meistens kostengünstiges Material wie Sägespäne, Stroh, getrockneter Rainfarn, morsches Weichholz (z. B. Pappel), Kräuter usw. verbrannt.
Die Anwendung dieses Rauches ermöglicht dem Imker ein ruhigeres und sticharmes Arbeiten am Bienenvolk. Rauch wird von Bienen wie auch von vielen anderen Tieren als ernsthafte Bedrohung empfunden. Seine Wahrnehmung veranlasst Bienen, Vorbereitungen für eine bevorstehende Flucht aus dem Stock zu treffen. Sie füllen ihre Honigmägen als Nahrungsvorrat für die Flucht. Dabei sind sie derart abgelenkt, dass sie imkerliche Arbeiten am Volk nur vermindert wahrnehmen.

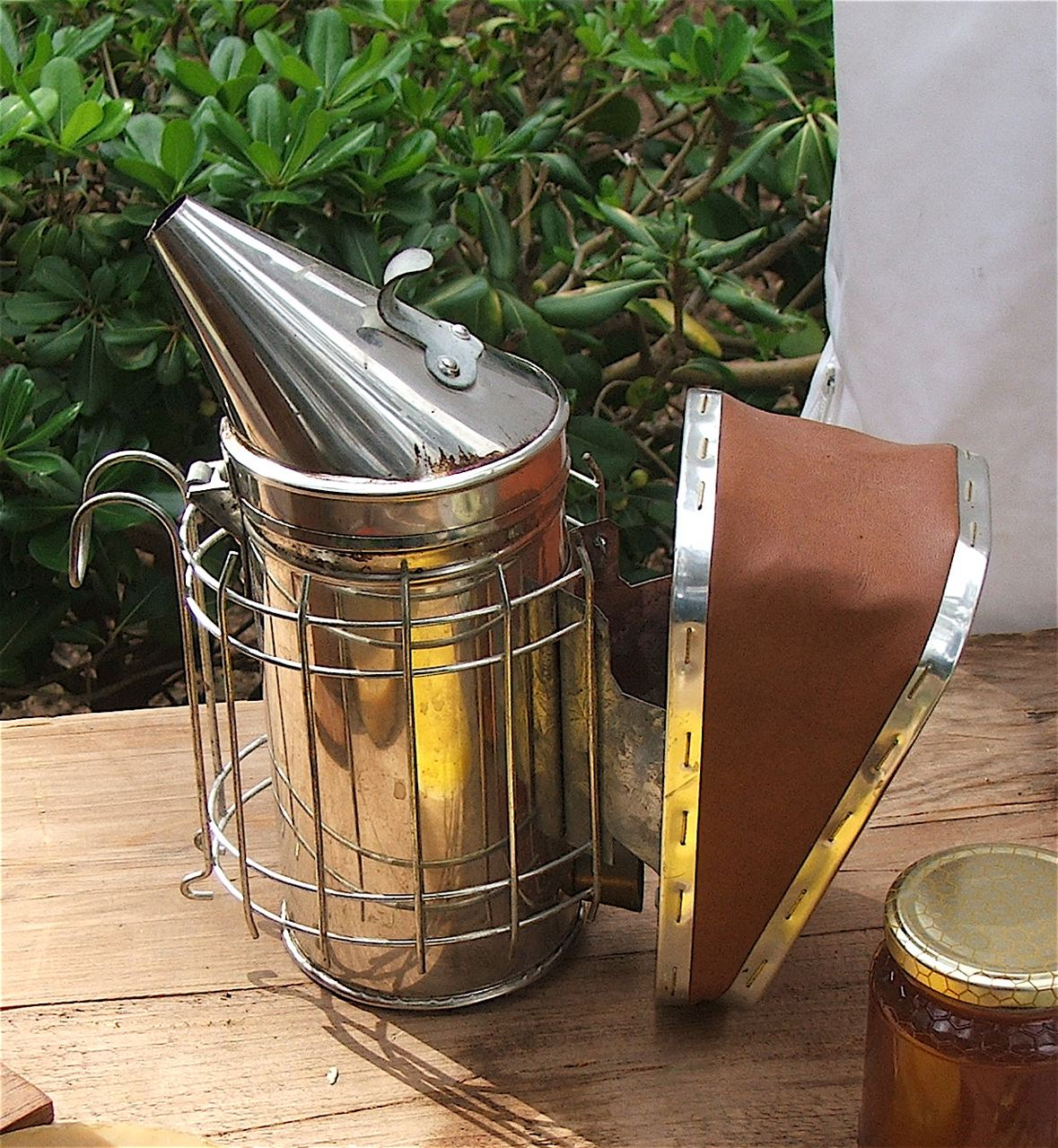
Smoker mit Blasebalg
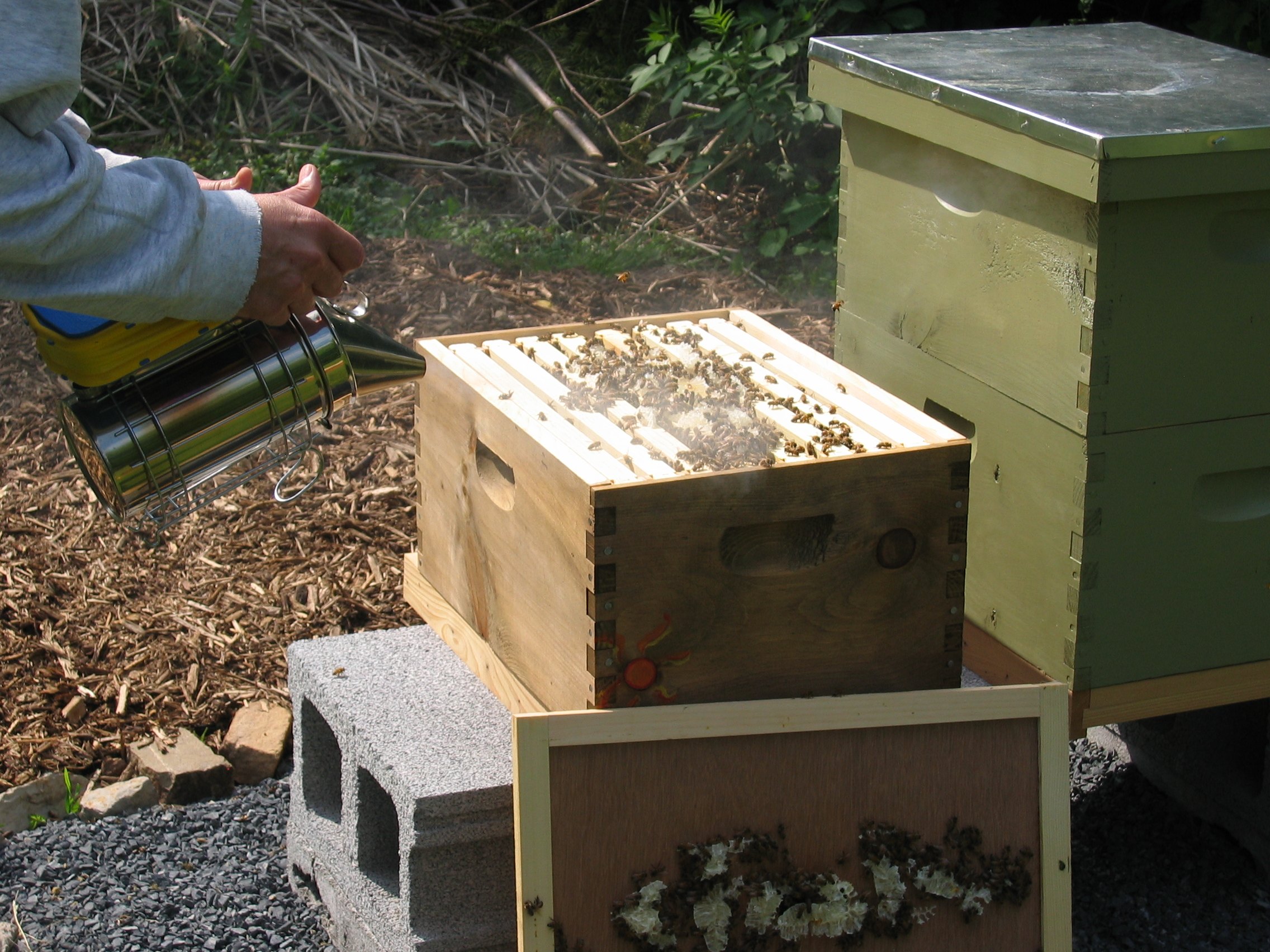
Anwendung eines Smokers
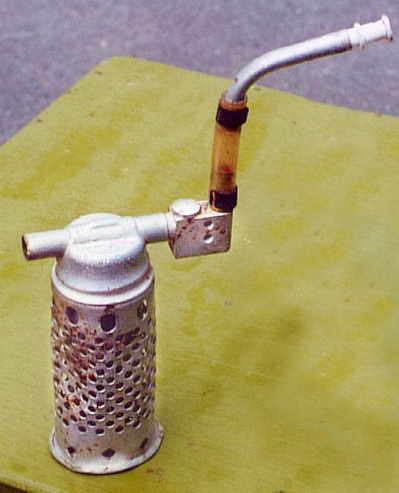
Imkerpfeife aus Aluminium
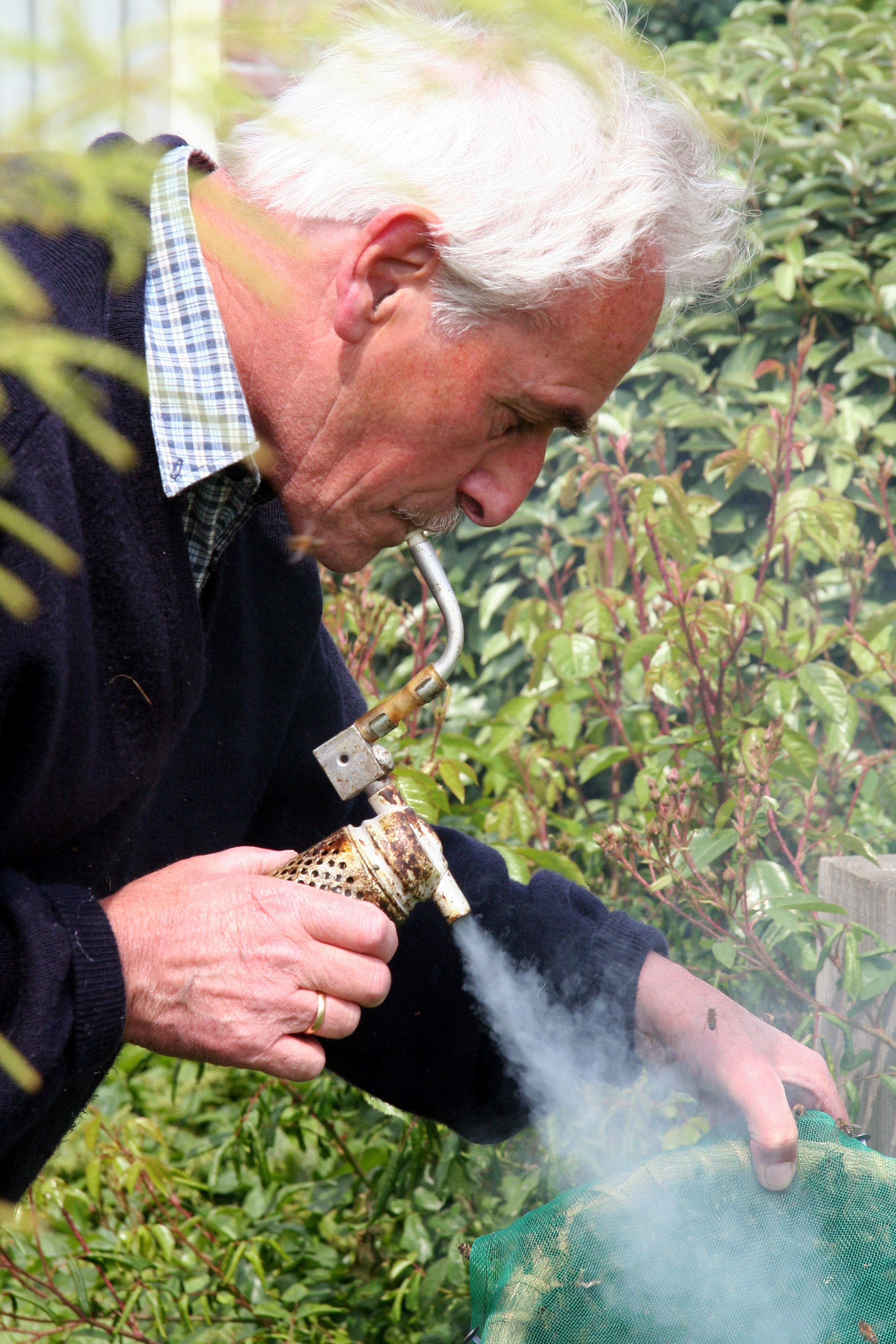
Anwendung einer Imkerpfeife